# Acanthosicyos horridus

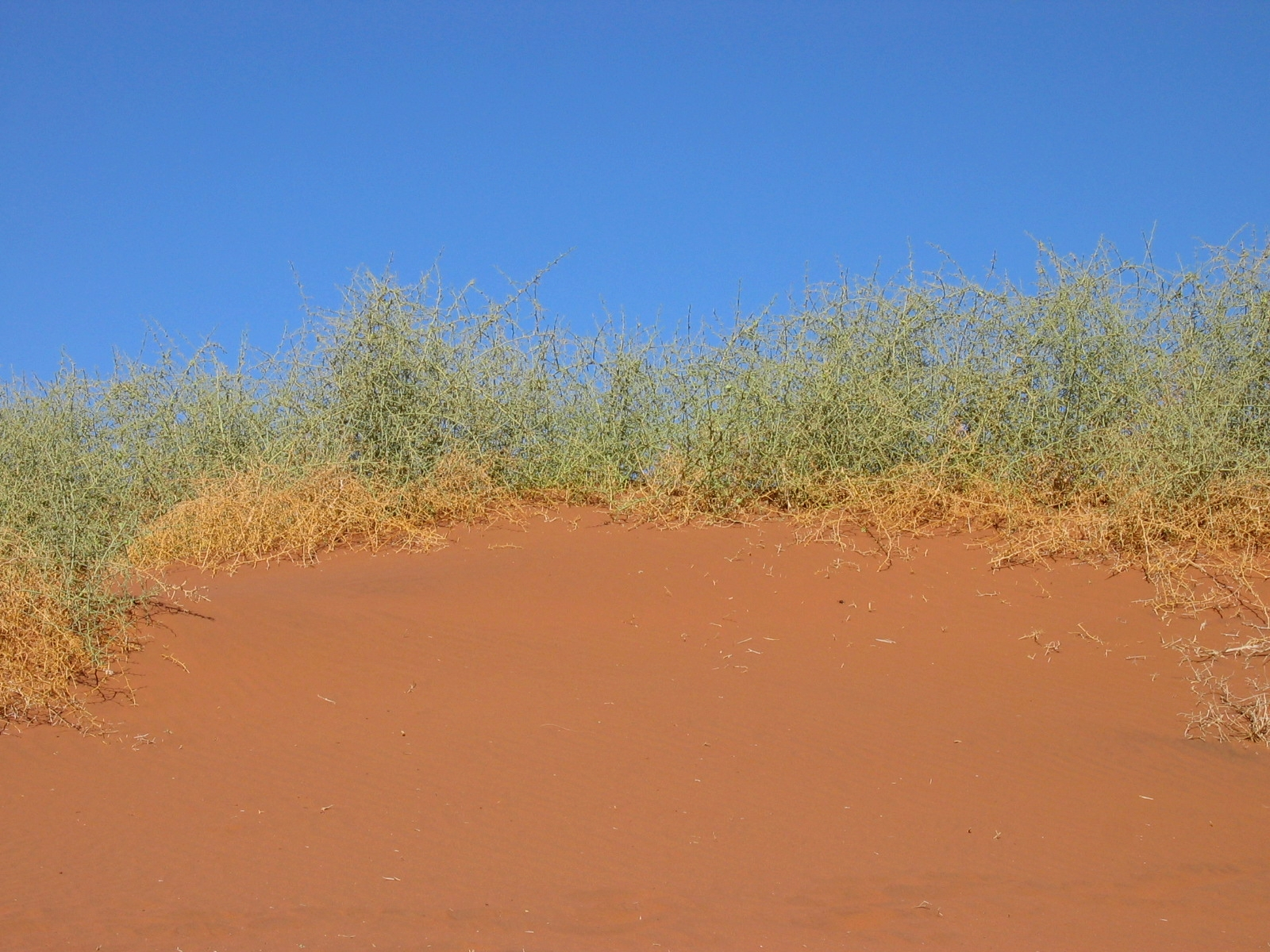
Acanthosicyos horridus sobre una duna.

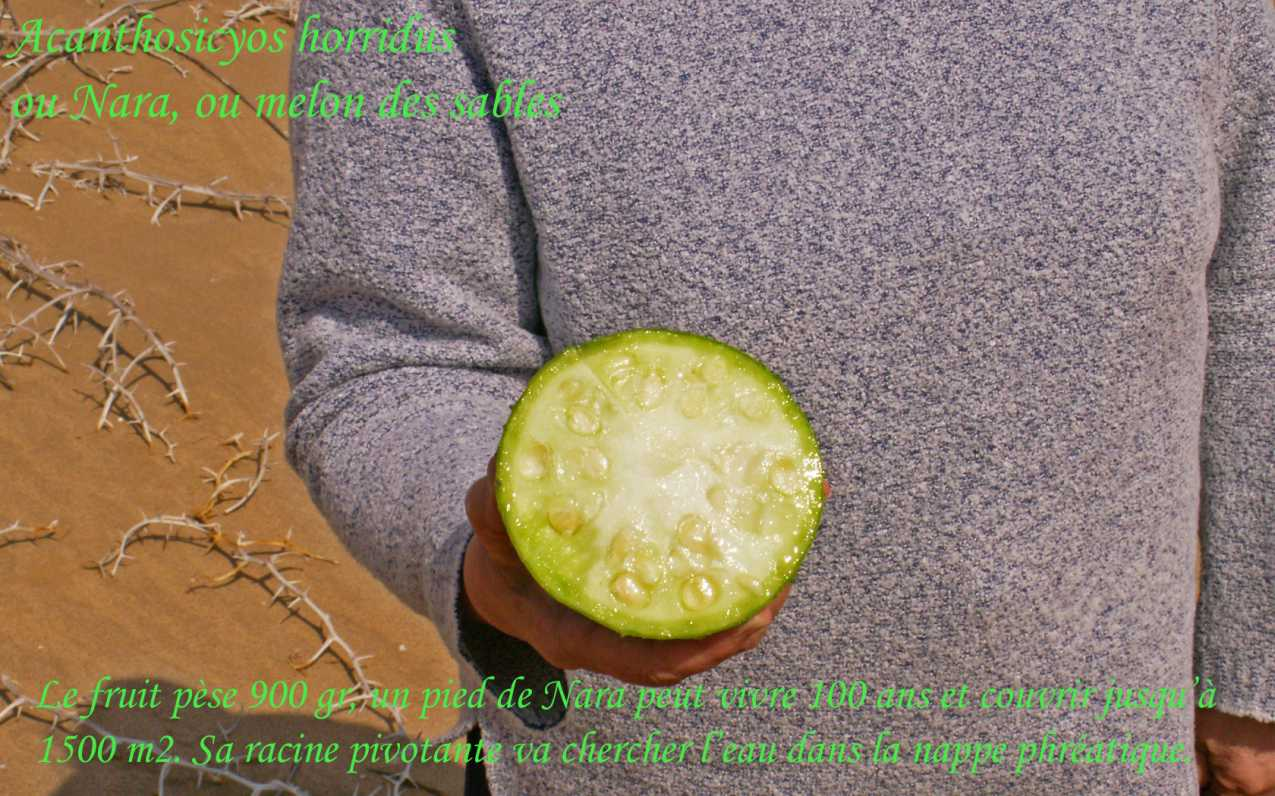
Corte del fruto.

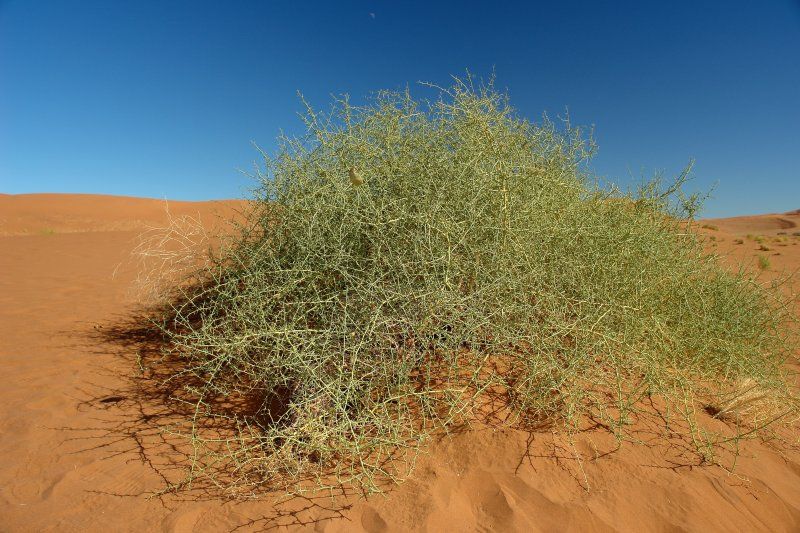
Vista de la planta.

Acanthosicyos horridus es un melón originario de las zonas desérticas de Namibia, donde se conoce con el nombre de nara o !nara según la ortografía local (! es el símbolo de un sonido particular de la lengua nama).
Las semillas comestibles se conocen en inglés como butterpips. El fruto es una fuente de alimento esencial para las tribus locales que habitan en el desierto de Namib, donde es recogido en los períodos febrero-abril y agosto-septiembre. El saltamontes Diadematus acanthoproctus se alimenta de la planta, desplazándose entre los arbustos durante la noche.

## Área de desarrollo
El nara es endémico de Namibia y crece en una franja de 40 a 60 km de ancho a lo largo de los 1000 km de costa desde el río Orange en el sur hasta el río Cunene en el norte. Dentro de esta área sólo se encuentran en los bancos de cauces secos (llamados en Namibia "riviere") y dunas, donde sus raíces pueden alcanzar las aguas subterráneas. Se estima la población entre unos cientos a unos pocos miles de ejemplares, y en los últimos años se ha observado una disminución de su número y el tamaño de la fruta. El nara es la planta más común en el desierto de Namib. Sobre la base de fósiles, se cree que la especie ha existido desde hace 40 millones años.

## Descripción
La planta es un arbusto rastrero más o menos denso. Sólo los tallos jóvenes tienen hojas, los más antiguos carecen de ellas. Una planta de nara puede vivir 100 años y puede llegar a cubrir hasta 1500 metros cuadrados, para ello sus extensas raíces se extienden en la profundidad de la tierra hasta alcanzar la napa freática. Si el nara es cubierto por arena arrastrada por los vientos, un mecanismo interno promueve su crecimiento y la planta es capaz de crecer en forma ascendente para emerger de la arena.
Desde el punto de vista ecológico, la planta se encuentra adaptada para soportar con éxito largos períodos de sequía  y sobrevivir en un clima extremadamente árido. La planta no es del tipo suculenta, sin embargo presenta ciertas adaptaciones de tipo xerofítico: las hojas se encuentran reducidas a espinas que ayudan a rechazar a los animales herbívoros, la fotosíntesis  se lleva a cabo por el tejido que recubre el tallo, y también los pétalos de las flores masculinas y femeninas son de color verdes.
La planta se encuentra asociada con la VA micorriza a fin de maximizar la captación de las sustancias nutritivas que se encuentran en el suelo desértico.

## Taxonomía
Dupontia fisheri fue descrita por Robert Brown y publicado en Chloris Melvilliana 33. 1823. 
Etimología
Acanthosicyos: nombre genérico que deriva de las palabras griegas akantha = "de espino" y sykios = "pepino o calabaza".
horridus: epíteto latino que significa "espinoso, erizado".